# Església de la Transfiguració del Senyor de les Useres
L'església de la Transfiguració del Senyor de les Useres és un temple catòlic del segle xvii, construït sobre les runes d'un antic castell, en la part més elevada de la població, i seu d'una parròquia del bisbat de Sogorb-Castelló.

## Història
Investigacions recents fan pensar que el constructor de l'església va ser Esteve Ganaut, arquitecte local. Una inscripció reflecteix que la primera pedra es va col·locar el 9 de novembre de 1613.
El temple va ser incendiat durant la Guerra civil desapareixent imatges, llenços de l'altar major, retaules i orfebreria.
És un Bé de Rellevància Local amb la categoria de Monument d'Interès Local per la Disposició Addicional Quinta de la Llei 5/2007, de 9 de febrer, de la Generalitat Valenciana, del Patrimoni Cultural Valencià.

## Arquitectura

### Estructura
El temple, de planta rectangular, presenta una única nau amb cinc trams, absis poligonal, capelles laterals entre contraforts, i cor alt als peus. La nau i les capelles laterals es cobreixen amb volta de creueria i l'absis amb volta estrellada.
L'espai interior s'articula mitjançant pilastres dòriques, sobre les quals descansa un entaulament senzill que suporta els arcs torals de mig punt. Els arcs formers també són de mig punt.
La façana, el campanar i els contraforts són de carreus, i la resta de l'edifici està construït amb maçoneria.

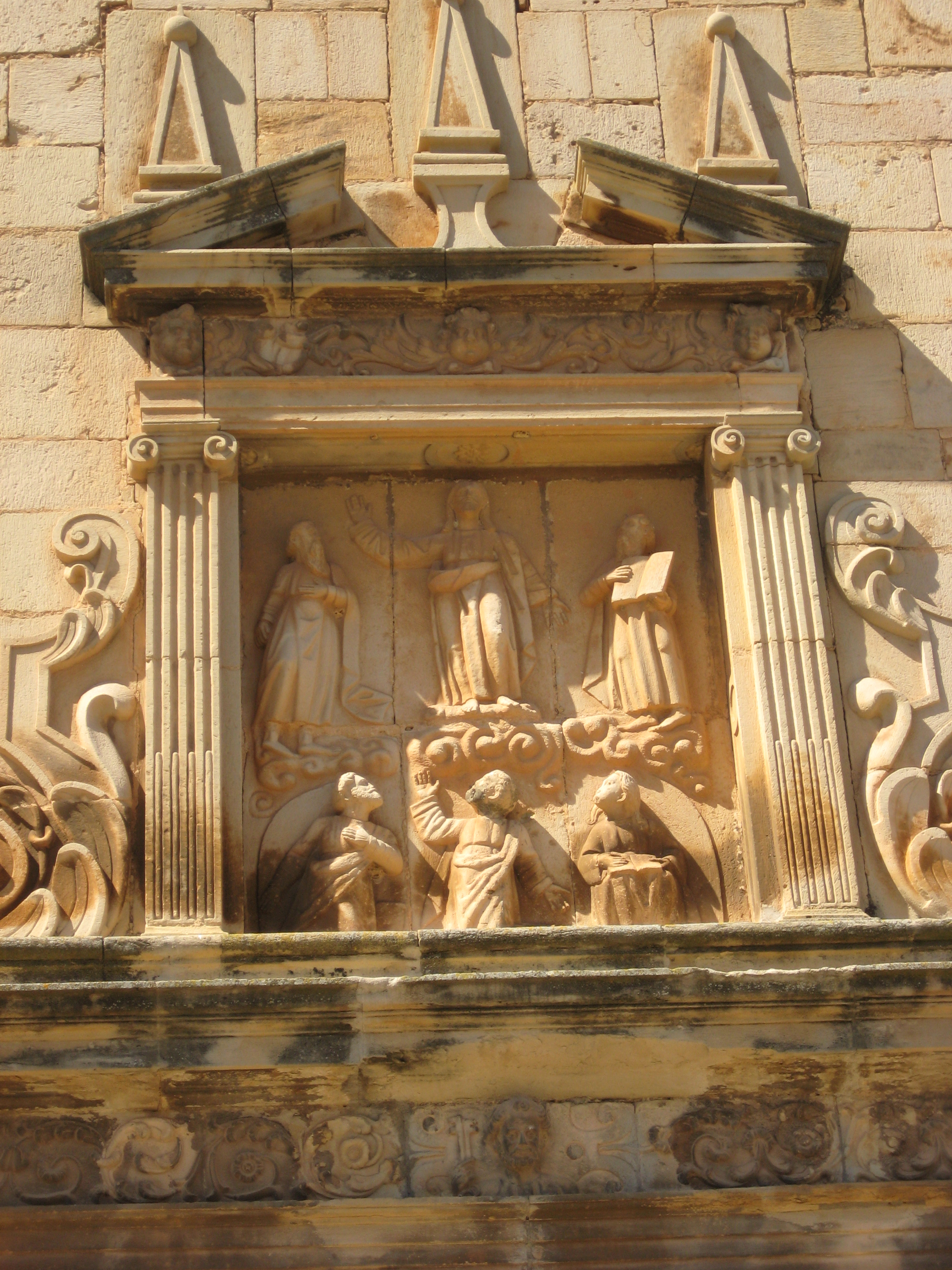
Relleu de la Transfiguració del Senyor

### Portades
La portada principal, als peus del temple, és de doble cos. El cos inferior està format per columnes dòriques adossades amb el fust acanalat, i el terç inferior, separat per un collarí, presenta canals més fins, que emmarquen una obertura de mig punt amb les dovelles motllurades i una imposta volada, i en els carcanyols, medallons amb bustos. A l'exterior de les pilastres hi ha fornícules amb escultures de sant Miquel Arcàngel i sant Joan Baptista, a dalt, i en les inferiors, sant Vicent Màrtir i sant Vicent Ferrer. Un fort entaulament remata aquest primer cos, amb un fris decorat per motius vegetals i centrat amb el bust de sant Pere. El cos superior, centrat en un relleu de la Transfiguració, està emmarcat per pilastres jòniques que suporten un entaulament amb un fris decorat amb bustos i motius vegetals i rematat per un frontó partit. Per damunt, una rosassa amb traceria permet il·luminar la nau.

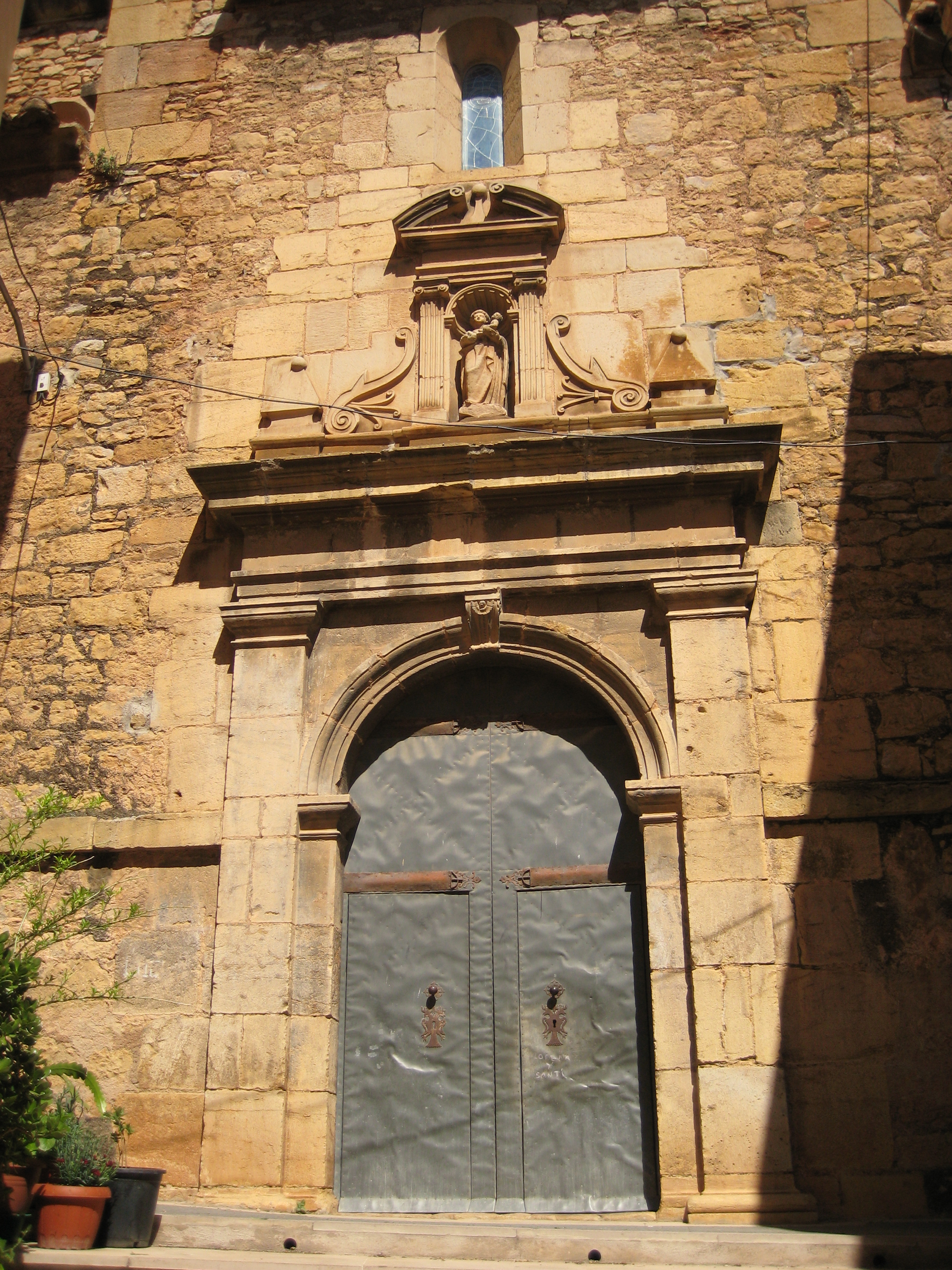
Portada lateral

En el costat de l'Evangeli hi ha una altra portada, anomenada porta Xiqueta, que segueix el mateix model de la portada principal però simplificat. En el primer cos, una obertura de mig punt flanquejada per pilastres dòriques que sostenen un fort entaulament; i per damunt, una fornícula apetxinada amb la figura de Sant Antoni de Pàdua, emmarcada per pilastres jòniques sobre les quals carrega un entaulament rematat per un frontó circular partit.

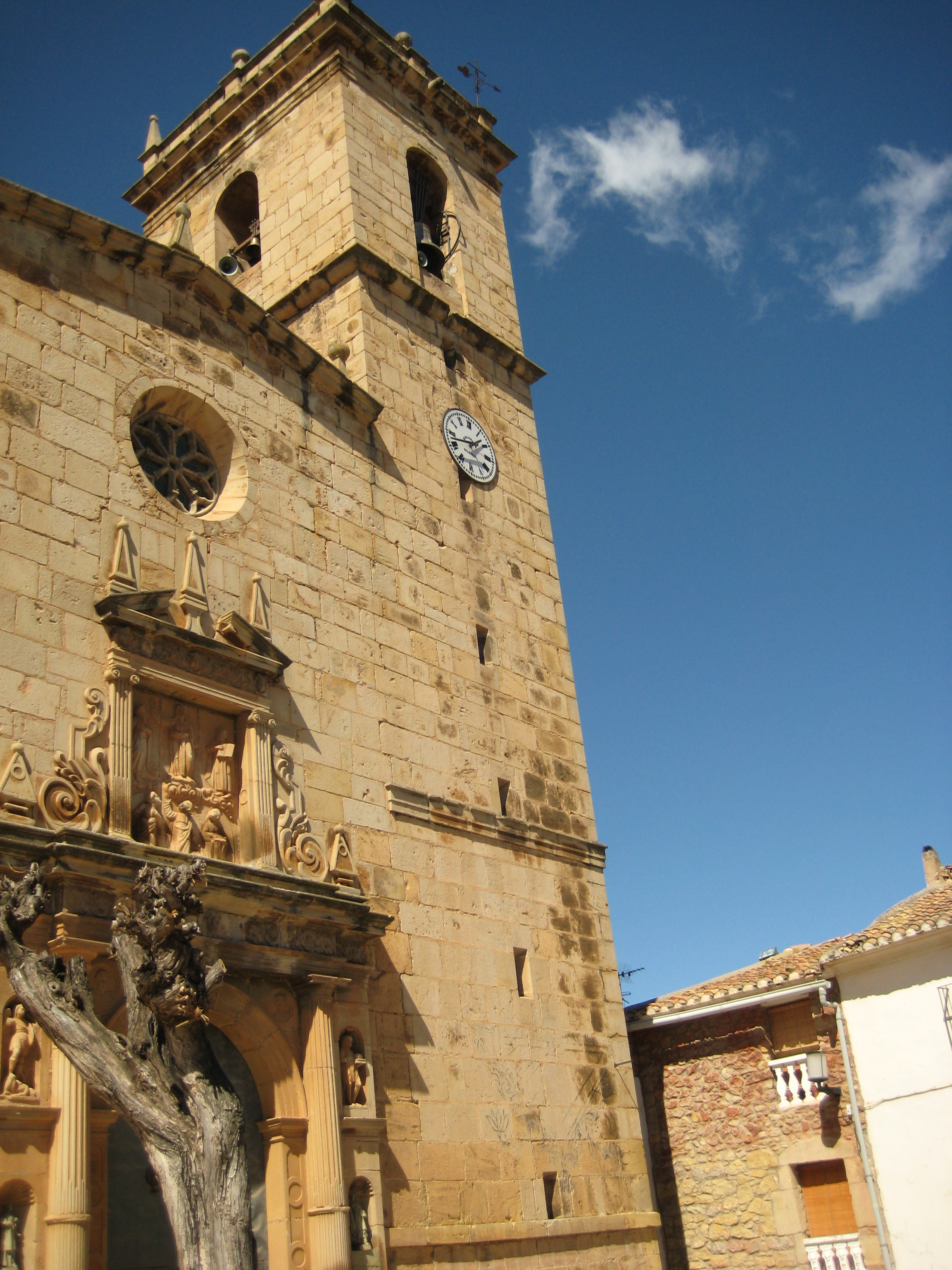
Torre campanar

### Campanar
La torre campanar, adossada als peus de l'església, al costat de l'Epístola, presenta planta quadrada, amb tres cossos separats per cornises. Els dos primers cossos són massissos, mentre que el superior, presenta obertura de mig punt en cada cara, coronat per una barana amb pinacles.